# Otinotoides elevata
Otinotoides elevata är en insektsart som beskrevs av William D. Funkhouser 1935. Otinotoides elevata ingår i släktet Otinotoides och familjen hornstritar. Inga underarter finns listade i Catalogue of Life.